# 9,10-ビス(フェニルエチニル)アントラセン
9,10-ビス(フェニルエチニル)アントラセン (9,10-Bis(phenylethynyl)anthracene, BPEA) は、化学式：C30H18で表される芳香族炭化水素である。強い蛍光性があり、高い量子効率を有する化学発光蛍光体として利用される。
緑色に蛍光することから、ケミカルライトなどに利用される。有機エレクトロルミネッセンスで有機半導体のドーパントとしても利用される。
発光波長は、以下に示す有機化合物のように、ハロゲン・アルキルによってアントラセンコアを置換することで低波長に変化させることができる。1-エチル、または1，2-ジメチルに置換したBPEAも利用される。
- 1-クロロ-9,10-ビス(フェニルエチニル)アントラセン：黄緑色の蛍光
- 2-クロロ-9,10-ビス(フェニルエチニル)アントラセン：緑色の蛍光